# Andrea Alciato
Giovanni Andrea Alciato, o Alciati (Milano, 8 maggio 1492 – Pavia, 12 gennaio 1550), è stato un giurista italiano, nato nel Ducato di Milano.

## Biografia

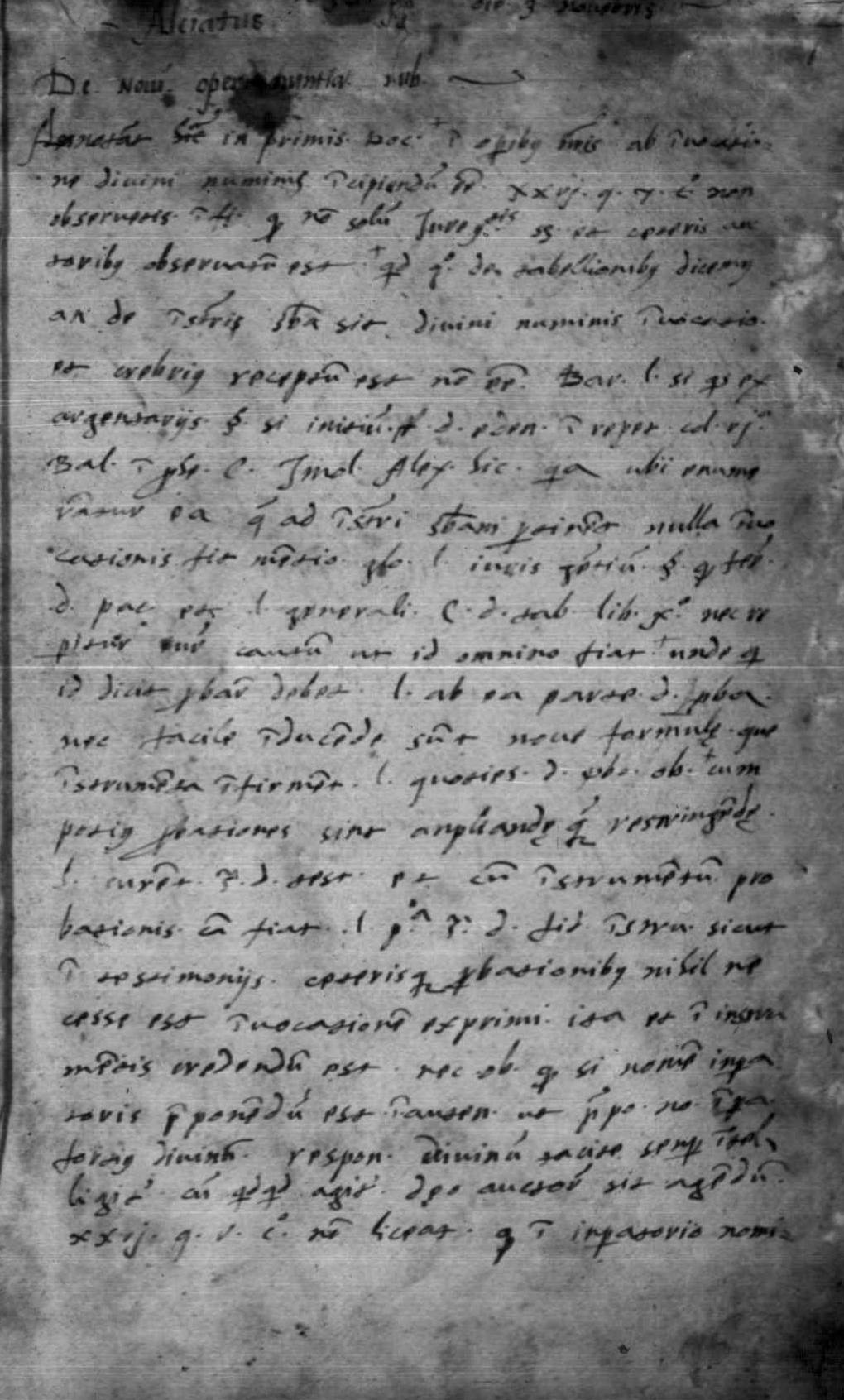
Manoscritto della Lectura Digesti novi di Alciato, pars I, Pavia 1535-1536.

Nacque a Milano (o forse ad Alzate) da una famiglia originaria di Alzate, unico figlio di Margherita Landriani, donna di nobili origini, e di Ambrogio Alciati, ricco e influente mercante, che sembra essere stato anche ambasciatore milanese a Venezia e che morì pochi anni dopo la nascita di Andrea. A Milano ricevette una formazione umanistica dai maestri Giano Lascaris, Aulo Giano Parrasio e Demetrio Calcondila e passò nel 1507 a Pavia, dove studiò diritto con Giason del Maino, Filippo Decio e Paolo Pico.
Ancora studente, raccolse gran parte delle iscrizioni epigrafiche latine che costituiscono i due libri dei suoi Monumentorum veterumque inscriptionum, quae cum Mediolani tum in eius agro adhuc exstant collectanea, lavoro che egli considerava necessario alla stesura, che andava facendo, di una storia di Milano dalle origini ai suoi tempi, ma che rimase interrotta al regno di Valentiniano e fu pubblicata postuma nel 1625 a Milano con il titolo di Rerum Patriae libri IV.
Nel 1511 si trasferì nell'Università di Bologna per studiare con Carlo Ruini e nel 1515 pubblicò a Strasburgo i primi scritti giuridici composti l'anno precedente: le Annotationes in tres posteriores libros Codicis Iustiniani dedicate al compagno di studi Filippo Sauli, futuro vescovo di Brugnato, e l'Opusculum quo graecae dictiones fere ubique in Digestis restituuntur, dedicato all'amico milanese Iacopo Visconti. La sua preoccupazione è di ripristinare gli originari testi giuridici romani, emendandoli dalle interpretazioni e dai guasti prodotti dai glossatori medievali.
Il 18 marzo 1516 ottenne a Ferrara, dove però non studiò mai, la laurea in utroque iure, ossia in diritto canonico e civile. Nel 1517 furono pubblicate a Milano, per i tipi di Alessandro Minuziano, un'edizione delle opere di Tacito con le Annotationes dell'Alciati e una sua dedica, intitolata Encomium historiae, a Galeazzo Visconti, nelle quali egli sottolinea la necessità di rivalutare i meriti storiografici di Tacito anche nei confronti di Livio. L'anno dopo il Minuziano editò una collezione di sue opere: i sei libri dei Paradoxa iuris civilis, dedicati ad Antonio Du Prat, dove discute di interpretazioni giuridiche, i quattro libri delle Disputationes, dedicati a Giovanni Selva, che sono studi di carattere filologico, i due libri delle Praetermissa, dedicati a Iacopo Minut, nei quali spiega il significato di termini giuridici, il De eo quod interest, dedicato a Giovanni Appiani e la Declamatio, un esempio di disputa legale. Nel volume furono ripubblicati anche l'Opusculum e le Annotationes del 1515.

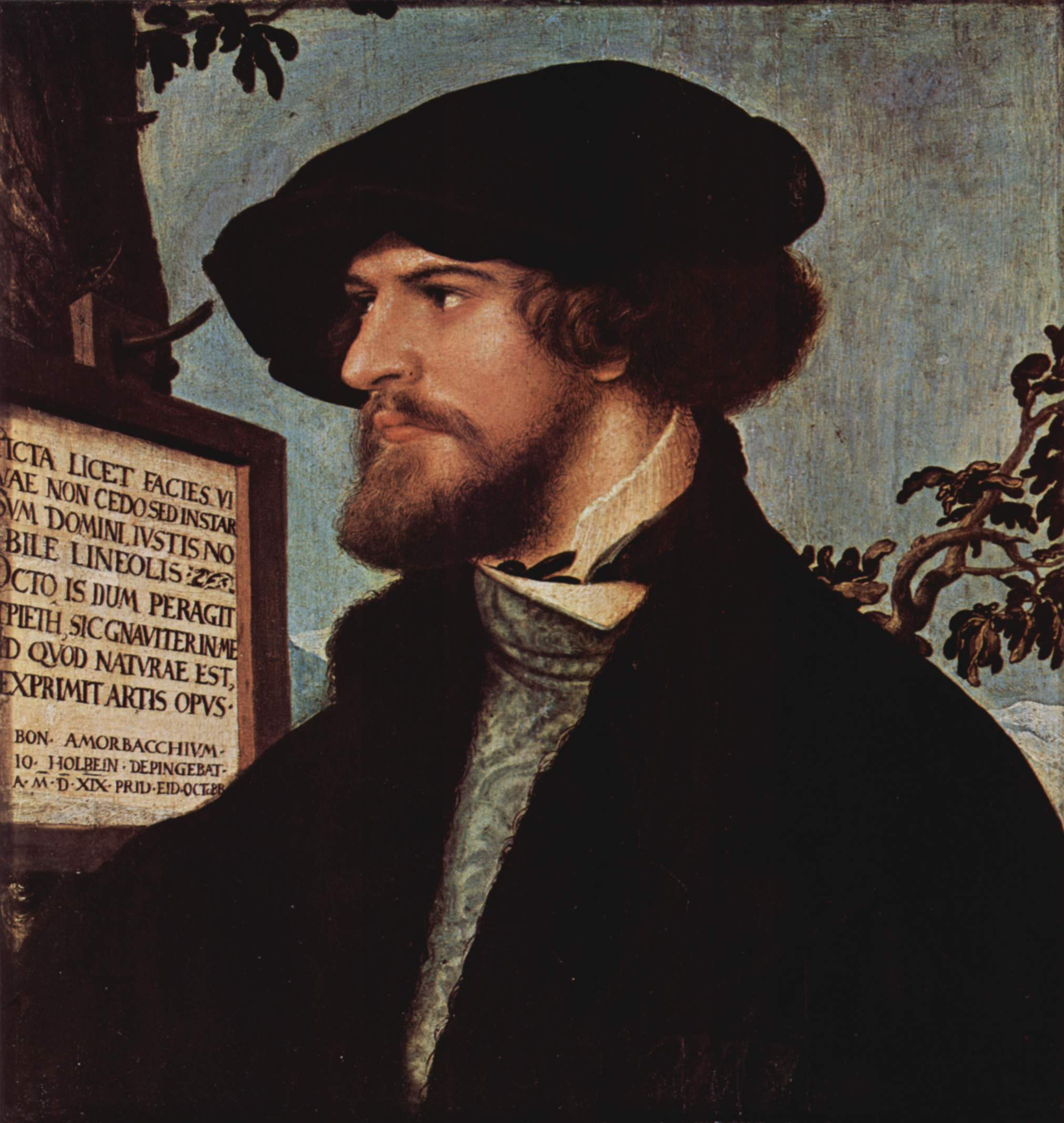
Holbein: Bonifacio Amerbach

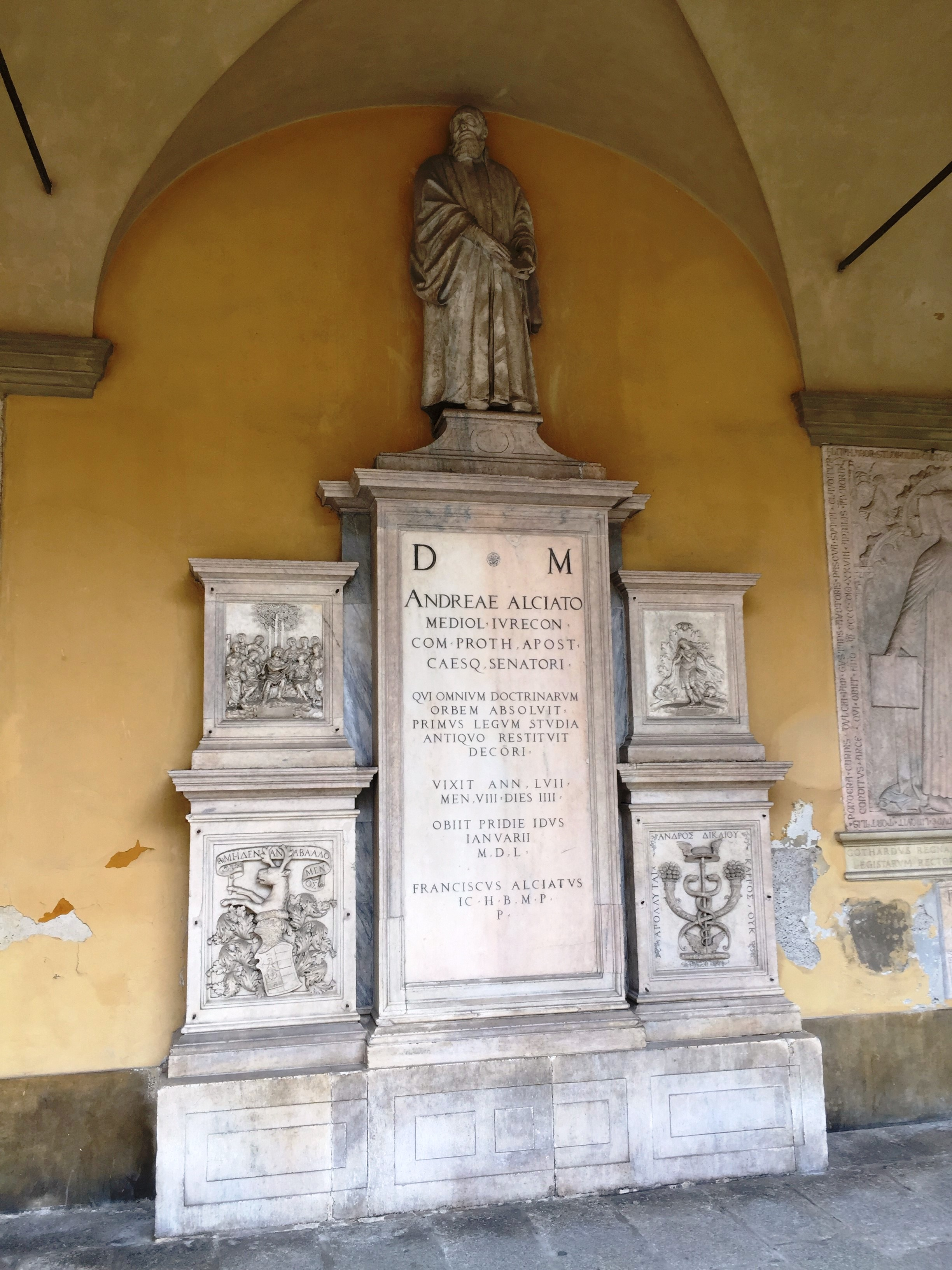
Monumento funebre di Andrea Alciato (XVI sec.) Pavia, Università

Nel 1518 Alciato si stabilì ad Avignone per insegnarvi diritto: le sue lezioni, De verborum obligationibus, vennero pubblicate a Lione l'anno successivo, mentre a Milano usciva una raccolta di scritti di vari autori, tra i quali la sua Repetitio. Dopo un breve ritorno a Milano, nell'autunno del 1519 riprese l'insegnamento avignonese, commentando la decretale De praesuntionibus e il De vulgari et pupillari substitutione del Digesto.
La sua fama intanto si allargava nei circoli della cultura europea: da Basilea venne ad ascoltarlo Bonifacio Amerbach, amico e corrispondente di Erasmo, al quale Alciati - timoroso delle conseguenze della Riforma anticattolica - chiese di rientrare in possesso del suo scritto antimonastico Contra vitam monasticam ad Bernardum Mattium epistola, passato in proprietà dell'umanista olandese. Lo scritto sarà pubblicato nei Paesi Bassi soltanto nel 1695 e rivela un Alciati in linea con la letteratura di polemica anticuriale, che egli tuttavia - a parte quest'unico esempio - per l'avvenire si guarderà dal manifestare.
Il 17 febbraio 1521, attraverso l'amico libraio Francesco Calvo, Alciati, che stava tenendo ad Avignone il corso De verborum significatione, ricevette da papa Leone X il titolo di conte palatino. Alla fine di quel febbraio, lasciò la città francese, dove era scoppiata la peste, e fece ritorno a Milano. Ritornò ancora ad Avignone in autunno per tenervi quello che sembrava dover essere l'ultimo corso accademico: l'anno dopo, infatti, il mancato accordo economico con il Comune francese lo convinse a lasciare la città. Ma il periodo trascorso a Milano, dove esercitò l'avvocatura, fu tra i più difficili della sua vita, a causa della guerra che devastava la Lombardia: così, nel 1527, ritornò ad Avignone e vi insegnò ancora due anni finché, ottenute migliori condizioni economiche, si trasferì a Bourges nel 1529 per insegnare nella locale università, dopo aver sostenuto una disputa pubblica, stampata a Lione col titolo De quinque oedum praescriptione insieme con la dissertazione De magistratibus, civilibusqe et militaribus officiis.

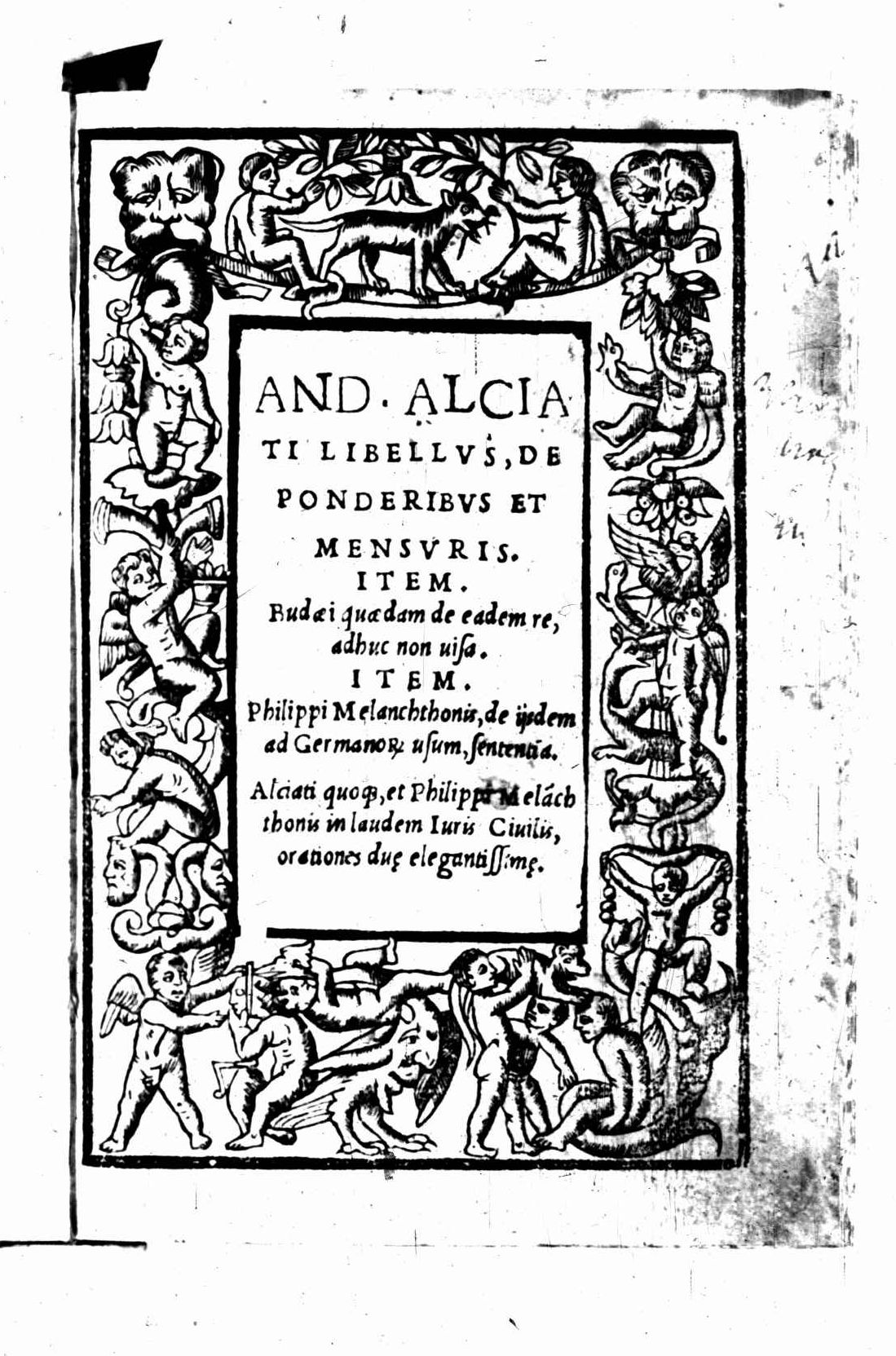
De ponderibus et mensuris, 1532

Le sue lezioni erano frequentate da un variegato pubblico di giuristi, fra cui  il francese François de Connan, di letterati, di chierici e di politici: persino il re di Francia Francesco I vi assistette e le lezioni che videro presente il re furono pubblicate a Basilea nel 1582 con il titolo di Andreae Alciati oratiuncula cum Christianissimus Gallorum rex Franciscus Valesius lectioni suae adesset habita.
Nel 1529 pubblicò a Basilea i Selecta epigrammata graeca, traduzioni latine di epigrammi greci; ancora nella città svizzera apparve, sotto il nome dell'allievo Aurelio Albuzio, la Defensio in Stellam et Longovallium, contro le critiche rivoltegli da Pierre de L'Estoile, professore di Orléans, dall'avvocato parigino Jean Longueval e da Francesco Ripa, la quale gli valse la replica di Nicolas Duchemin, con la sua Antapologia adversus Aurelii Albucii defensionem pro A. A., prefata da Giovanni Calvino e pubblicata a Parigi. Il 1530 vide la comparsa a Lione, stampato da Sebastiano Grifio, del capolavoro di Alciato, i De verborum significatione libri quattuor, un'esposizione delle regole dell'interpretazione giuridica, del corso tenuto a Bourges sul Codice di Giustiniano, i Commentarii ad rescripta principum e, a Hagenau, del Libellus de ponderibus et mensuris.
Nel 1533 lasciò l'Università di Bourges per quella di Pavia; nominato anche senatore, non fu tuttavia soddisfatto della nuova situazione trovata nella città, tormentata dalla guerra, e nell'Università, dove gli studenti erano particolarmente indisciplinati: passò così volentieri nel 1537 a Bologna, per succedere nella cattedra di Pietro Paolo Parisio. Ma poté rimanervi solo fino al 1541, poiché le autorità milanesi gli imposero il ritorno a Pavia da dove tuttavia, giustificandosi con il ritardo nel pagamento dei suoi emolumenti, si allontanò nuovamente l'anno dopo per approdare a Ferrara. Fu richiamato ancora a Pavia d'autorità nel 1546: furono gli ultimi quattro anni d'insegnamento.
Morì il 12 gennaio 1550, dopo aver nominato suo erede il lontano parente Francesco Alciati, futuro cardinale, che succedette immediatamente alla sua cattedra. Ebbe solenni onoranze funebri e fu sepolto nella chiesa di Sant'Epifanio: il monumento già eretto in suo onore nella chiesa fu trasferito nel Settecento nel cortile dell'Università di Pavia.

## GliEmblemata

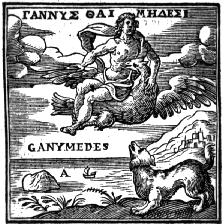
Emblemata: Ganimede

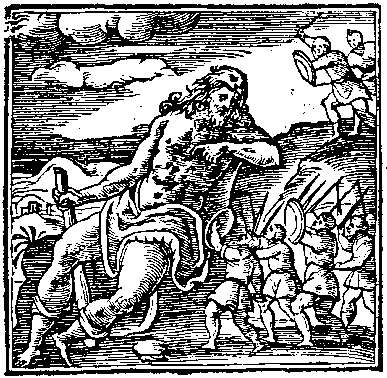
Emblemata: Il gigante

Ad Augusta, nel 1531, apparve la sua opera più famosa, gli Emblemata, un libro in latino che conobbe una straordinaria diffusione, con centinaia di edizioni e traduzioni in italiano, in francese, in spagnolo, in tedesco e in inglese. Si tratta di una collezione di allegorie e simboli riprodotti in xilografie e spiegati da brevi testi in versi latini che introducono un insegnamento a carattere morale. Alciato non creò un nuovo genere letterario, l'emblematica - esistendo, quest'ultima, già nel Medioevo - ma nuovo fu l'utilizzo di soggetti tratti della mitologia classica. Da 104 emblemi, presenti nella prima edizione, si passò ai 190 dell'edizione veneziana del 1546, fino ai 212 dell'edizione padovana del 1621, evidentemente con versi di autori diversi, tra i quali va ricordato Claude Mignault.

## Altre opere

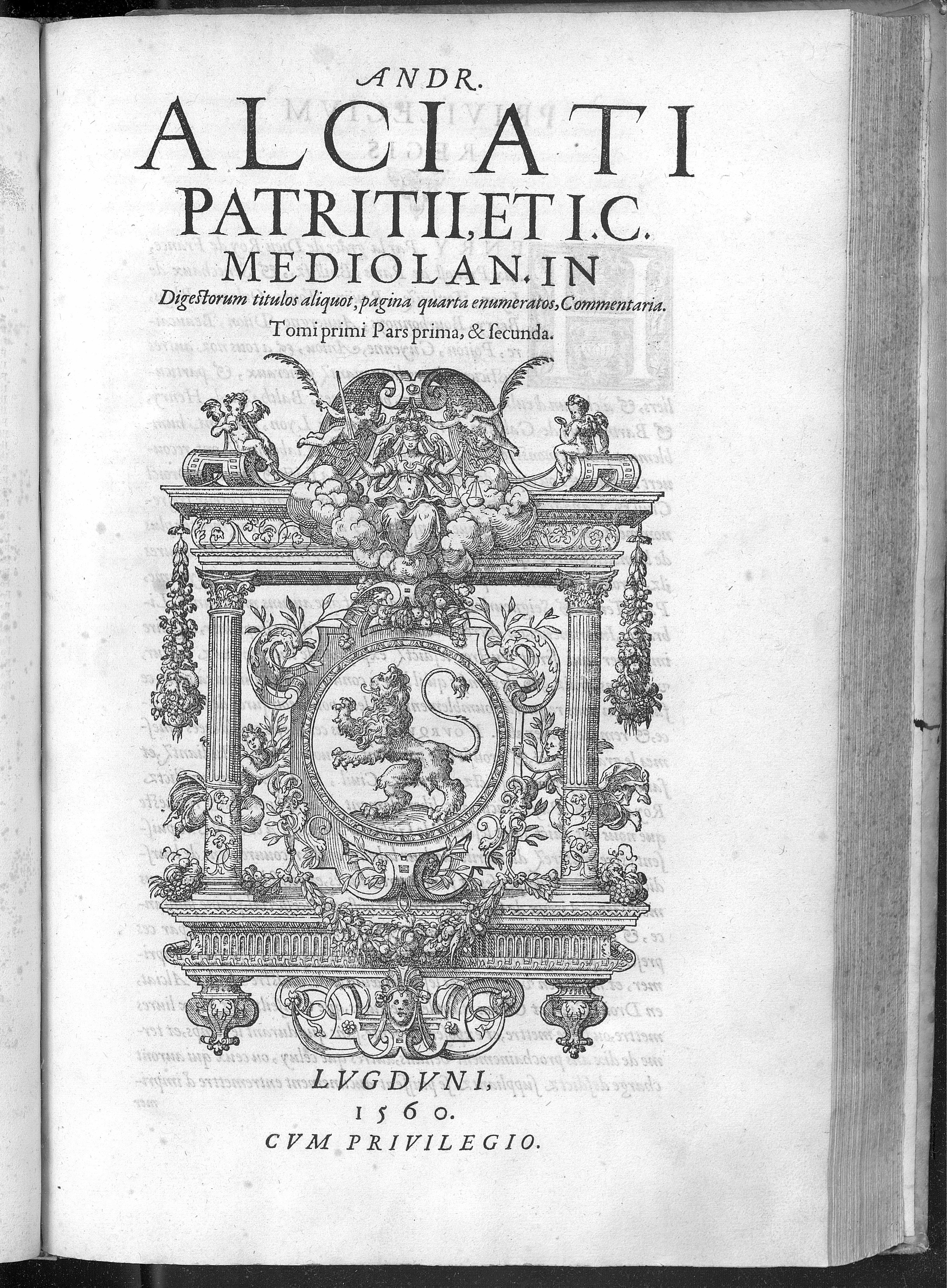
In Digestorum titulos aliquot commentaria, 1560

Oltre agli scritti citati, comparvero nel 1537 a Lione i Digestorum libri XII, mentre i Parerga, una collezione erudita, ebbe una prima edizione in tre libri a Basilea nel 1538, per essere ampliata fino all'edizione postuma in dodici libri del 1554, stampata a Lione. Altre pubblicazioni postume furono i De formula romani Imperii libri duo, del 1559 a Basilea, comprendente l'«editio princeps» del De Monarchia di Dante. I nove libri dei Responsa furono pubblicati nel 1561 a Lione, e a Basilea, nel 1568, apparve il De plautinorum carminum ratione libellus. Infine, le Opere, più o meno complete, apparvero in diverse date, a partire dall'edizione dell'Isingrin, a Basilea, del 1547, fino a quella del Guarin, sempre a Basilea, del 1582 e all'edizione di Zetzer, a Francoforte, del 1617.

## Edizioni
- (LA) Emblematum liber, Augustae Vindelicorum, per Heynricum Steynerum, 1531.
- (LA) De ponderibus et mensuris, Venezia, Melchiorre Sessa, 1532.
- (LA) Paradoxa iuris civilis, Lyon, Jacques Giunta, 1537.
- (LA) In Decretalium titulos aliquot commentaria, Lyon, Compagnie des libraires, 1560.
- (LA) In Digestorum titulos aliquot commentaria, vol. 1, Lyon, Compagnie des libraires, 1560.
- (LA) In Digestorum titulos aliquot commentaria, vol. 2, Lyon, Compagnie des libraires, 1560.
- (LA) In Digestorum titulos aliquot commentaria, vol. 3, Lyon, Compagnie des libraires, 1560.
- (LA) In Digestorum titulos aliquot commentaria, vol. 4, Lyon, Compagnie des libraires, 1560.
- (LA) [Trattati], vol. 6, Lyon, Compagnie des libraires, 1560.
- (LA) In Codicis Iustinianei titulos aliquot commentaria, vol. 4, Lyon, Compagnie des libraires, 1560.
- (LA) [Opere], vol. 7, Lyon, Compagnie des libraires, 1560.
- (LA) Responsa, Lyon, Compagnie des libraires, 1561.
- (LA) Rerum patriae libri 4., Milano, Giovanni Battista Bidelli, 1625.

## Manoscritti
- Lectura Infortiati, Ferrara - Pavia 1546-1548, XVI secolo, El Escorial, Real Biblioteca del Monasterio de San Lorenzo de El Escorial, Manuscritos latinos, E.II.14,  ff. 40-366.
- Lectura Digesti novi, pars I, Pavia 1535-1536, XVI secolo, Milano, Biblioteca Ambrosiana, Fondo manoscritti, ms. D 280 inf.,  ff. 1r-122v.
- Inscriptiones patriae, XVI secolo, Milano, Biblioteca Trivulziana, Fondo manoscritti, Triv. 757.
- Consilia pro D. Sigismundo Estensi, XVI secolo, Milano, Biblioteca Trivulziana, Fondo manoscritti, Triv. 1599.
- Oratio in Bononiensi gymnasio in principio studii anno 1538, XVI secolo, Bologna, Biblioteca Universitaria, Fondo manoscritto, ms. 93 fasc. III.
- Oratio in Ticinensi gymnasio habita anno 1540, XVI secolo, Milano, Biblioteca Ambrosiana, Fondo manoscritti, ms. D 221 inf.,  ff. 81r-82r.
- De templo sancti Eustorgii, Antiquarium, XVIII secolo, Milano, Biblioteca Trivulziana, Fondo manoscritti, Triv. 739,  pp. 1-9, 15-156.